# Lorenzo Fernández Muñoz
Lorenzo Fernández Muñoz (? - San Juan de Alicante, 1891) fue un político valenciano. Durante el sexenio democrático fue diputado provincial para los distritos de Pego (1871) y Denia (1872), y diputado en las Cortes Españolas por el distrito de Denia en las Elecciones generales de España de 1871 y agosto de 1872. Después de la restauración borbónica formó parte del Comité Provincial de Alicante de Izquierda Dinástica, con la que se presentó nuevamente a las elecciones, pero no fue escogido. En 1885 ingresó en el Partido Liberal Fusionista, que abandonó en abril de 1890 para adherirse al Manifiesto del Partido Democrático Progresista.